# Thomas L. Rosser
Thomas Lafayette Rosser (15 oktober 1836 –  29 maart 1910) was een Amerikaanse militair en ingenieur. Tijdens de Amerikaanse Burgeroorlog diende hij als generaal-majoor in het Confederate States Army. Na de oorlog werkte hij als ingenieur bij de spoorwegen. In 1898 werd hij benoemd tot brigadegeneraal van de vrijwilligers en diende tijdens de Spaans-Amerikaanse Oorlog.

## Vroege jaren
Rosser werd geboren op 15 oktober 1836 in "Catalpa Hill", een boerderij in Campbell County, Virginia. Hij was de zoon van John en Martha Melvina (Johnson) Rosser. In 1849 verhuisde het gezin naar een 2,6 km² grote boerderij in Panola County, Texas op ongeveer 60 km ten westen van Shreveport, Louisiana. Als 13-jarige kreeg hij de leiding over de huifkarren die zijn moeder en de andere kinderen naar hun nieuwe thuis zouden brengen. Zijn vader zou hun nareizen nadat hij alles had afgehandeld in Virginia. Dankzij Lemuel D. Evans, een congreslid uit Texas, werd Rosser in 1856 toegelaten tot de United States Military Academy in West Point. Rosser zou zijn studies nooit afronden omdat hij op 22 april 1861, twee weken voor het afstuderen, vertrok naar Texas; die zich had terug getrokken uit de Unie. Rosser nam dienst in het Confederate States Army in Montgomery, Alabama. 

## Amerikaanse Burgeroorlog

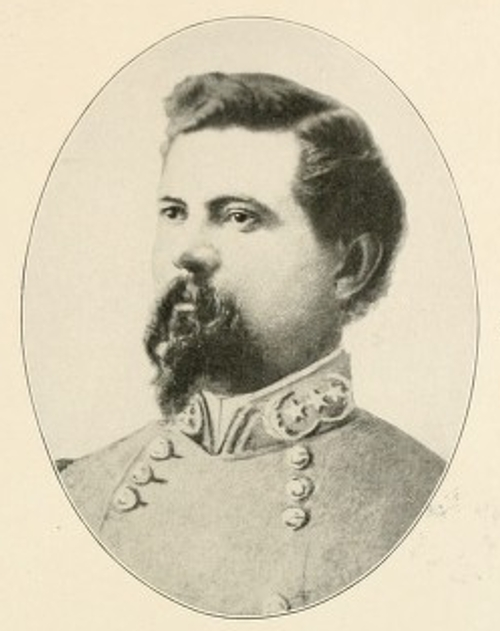
Generaal-majoor van de cavalerie Thomas L. Rosser

Rosser werd benoemd tot eerste luitenant en werd instructeur bij de Washington Artillery in New Orleans, Louisiana. Tijdens de Eerste Slag bij Bull Run had hij het bevel over B Company, Washington Artillery. Rosser werd tijdens de Schiereilandveldtocht bevorderd tot kapitein nadat hij een ballon had neergeschoten die de Noordelijken gebruiken voor verkenningsopdrachten. Hij voerde een artilleriebatterij aan tijdens de Zevendagenslag en raakte ernstig gewond tijdens de Slag bij Beaver Dam Creek. Hij werd bevorderd tot luitenant-kolonel bij de artillerie en kort daarop bevorderd tot kolonel. Hij kreeg het commando over het 5th Virginia Cavalry Regiment.
Rosser had tijdens de Tweede Slag bij Bull Run het bevel over de voorhoede van J.E.B. Stuarts cavalerie. Om de Noordelijken te misleiden over hun sterkte, liet hij de paarden takken achter hun aan slepen om de indruk te geven dat een grote strijdmacht onderweg was om Stonewall Jackson te helpen. Bij South Mountain kon Rosser met de hulp van John Pelhams artillerie de opmars van het Noordelijke VI Corps onder leiding van generaal-majoor William B. Franklin vertragen. Tijdens de Slag bij Antietam schermde zijn cavalerie de linkerflank van het Army of Northern Virginia af. Hij zou tijdelijk het bevel op zich nemen van Fitzhugh Lees brigade om het op te nemen tegen de Noordelijke cavalerie onder leiding van Alfred Pleasonton.
Rosser raakte opnieuw zwaar gewond tijdens de Slag bij Kelly's Ford. Rosser had drie maanden nodig om te genezen en te recupereren. Hij nam opnieuw het bevel van zijn regiment op zich en leidde hen tijdens de Slag bij Hanover en op de derde dag van de Slag bij Gettysburg. Hij werd bevorderd tot brigadegeneraal en kreeg het commando over de "Laurel Brigade".  Hij onderscheidde zich opnieuw tijdens de Slag in de Wildernis toen hij een Noordelijke cavalerie-aanval kon afslaan.
Tijdens de Slag bij Trevilian Station raakte Rosser opnieuw gewond. Hij nam het op tegen generaal-majoor Philip Sheridan tijdens de Veldtochten in de Shenandoahvallei en de Slag bij Tom's Brook in 1864. Hij werd bevorderd tot generaal-majoor in november 1864. Zijn brigade voerde een succesvolle raid uit in West Virginia waarbij er honderden gevangenen werden genomen en broodnodige voorraden werden buitgemaakt. In januari 1865 stak hij met 300 soldaten in de bittere kou de besneeuwde bergen over en nam bij Beverly, West Virginia 580 soldaten krijgsgevangen.
Rosser voerde tijdens de Richmond-Petersburgveldtocht een cavaleriedivisie aan en nam deel aan de Slag bij Five Forks. Toen de Noordelijke aanval begon, was hij samen met generaal-majoor George Pickett en generaal-majoor Fitzhugh Lee op 3,2 km van het slagveld vis aan het verorberen. Toen ze op het slagveld arriveerden, waren de Zuidelijken al aan de verliezende hand. Lee zou het hen nooit vergeven.
Rosser probeerde zijn naam te zuiveren tijdens de Appomattoxveldtocht. Hij nam de Noordelijke generaal-majoor John Irvin Gregg gevangen bij Farmville, Virginia toen hij een bevoorradingscollone overviel. Hij leidde op 9 april 1865 de laatste cavalerie-aanval bij Appomattox Court House en kon met het merendeel van zijn manschappen ontsnappen terwijl generaal Robert E. Lee zich overgaf. Met de restanten van Lees leger probeerde hij nog aansluiting te vinden bij het leger van generaal Joseph E. Johnston in North Carolina. Hij gaf zich op 4 mei gewonnen bij Staunton, Virginia. Korte tijd later werd hij vrijgelaten.

## Latere jaren
Na de oorlog vond Rosser werk bij de National Express Company, waar hij samenwerkte met Joseph  Johnston. Hij nam ontslag en werd ingenieur om te helpen bij de aanleg van de Pittsburgh & Connellsville Railroad. Daarna werd hij hoofdingenieur bij de oostelijke tak van de Northern Pacific Railroad en hoofdingenieur bij de Canadian Pacific Railway. Na een jaar werd hij ontslagen wegens corruptie. Hij had 130.000 dollar weten te verzamelen door grondspeculatie en andere duistere praktijken.
In 1886 kocht hij een plantage bij Charlottesville, Virginia. Dertien jaar later, op 10 juni 1898 werd Rosser door president William McKinley benoemd tot brigadegeneraal. Hij kreeg de taak om rekruten te trainen voor de cavalerie voor ze naar de Spaans-Amerikaanse Oorlog gestuurd werden. De opleiding vond plaats in een militair kamp niet ver van het oude slagveld van Chickamauga. Op 31 oktober zat zijn taak erop en werd hij eervol ontslagen uit het United States Army. Hij keerde terug naar huis en spendeerde zijn laatste jaren op zijn plantage in Charlottesville. Hij overleed op 29 maart 1910 en werd begraven in Riverview Cemetery in Charlottesville, Virginia.